# Tatort: Der Polizistinnenmörder
Der Polizistinnenmörder ist ein Fernsehfilm aus der Kriminalreihe Tatort. Der Film mit Eva Mattes als Konstanzer Kriminalhauptkommissarin Klara Blum wurde vom SWR und SF produziert und, nach der vorherigen Premiere im Schweizer Fernsehen, am 17. Januar 2010 erstmals in Deutschland ausgestrahlt. Diese 753. Folge der Tatort-Reihe ist der 17. Fall von Klara Blum und der 13. Fall mit ihrem Assistenten Kai Perlmann. Reto Flückiger, der Schweizer Kollege, ermittelt zum zweiten Mal mit dem deutschen Team gemeinsam. Blum und Flückigers Fälle überschneiden sich, sodass Ermittlungen sowohl in Deutschland als auch der Schweiz anzustellen sind und zur Zusammenarbeit der Kommissare führen. Als eine Polizistin im Dienst erschossen wird, tut sich auf, dass es innerhalb der Polizei eine undichte Stelle geben muss.

## Handlung
Kriminalhauptkommissar Reto Flückiger von der Kantonspolizei Thurgau observiert den zwielichtigen Geschäftsmann Hutter von einem Boot vor dem Schweizer Ufer des Bodensees, um ihn bei seinem nächsten unsauberen Waffengeschäft zu stellen. Kriminalhauptkommissarin Klara Blum und ihr Kollege Kai Perlmann von der Konstanzer Polizei haben parallel den Waffenhändler Meiners, der ihm zuarbeitet, im Visier und stürmen mit spontan zusammengestellten Beamten sein Haus. Meiners ist jedoch von einem Informanten gewarnt worden; er sieht er die Polizei kommen und flüchtet. Die junge Polizistin Nora Schüssler will ihn stellen, zögert und wird von einem Schuss tödlich getroffen. Meiners entkommt in Richtung Seerhein, wo Hutter mit einem Boot schon auf ihn wartet. Flückiger, der Hutter folgt, fotografiert, wie Meiners in einem Streifenwagen zur Anlegestelle gebracht wird, und schildert dies der im Polizeiboot eintreffenden Blum.

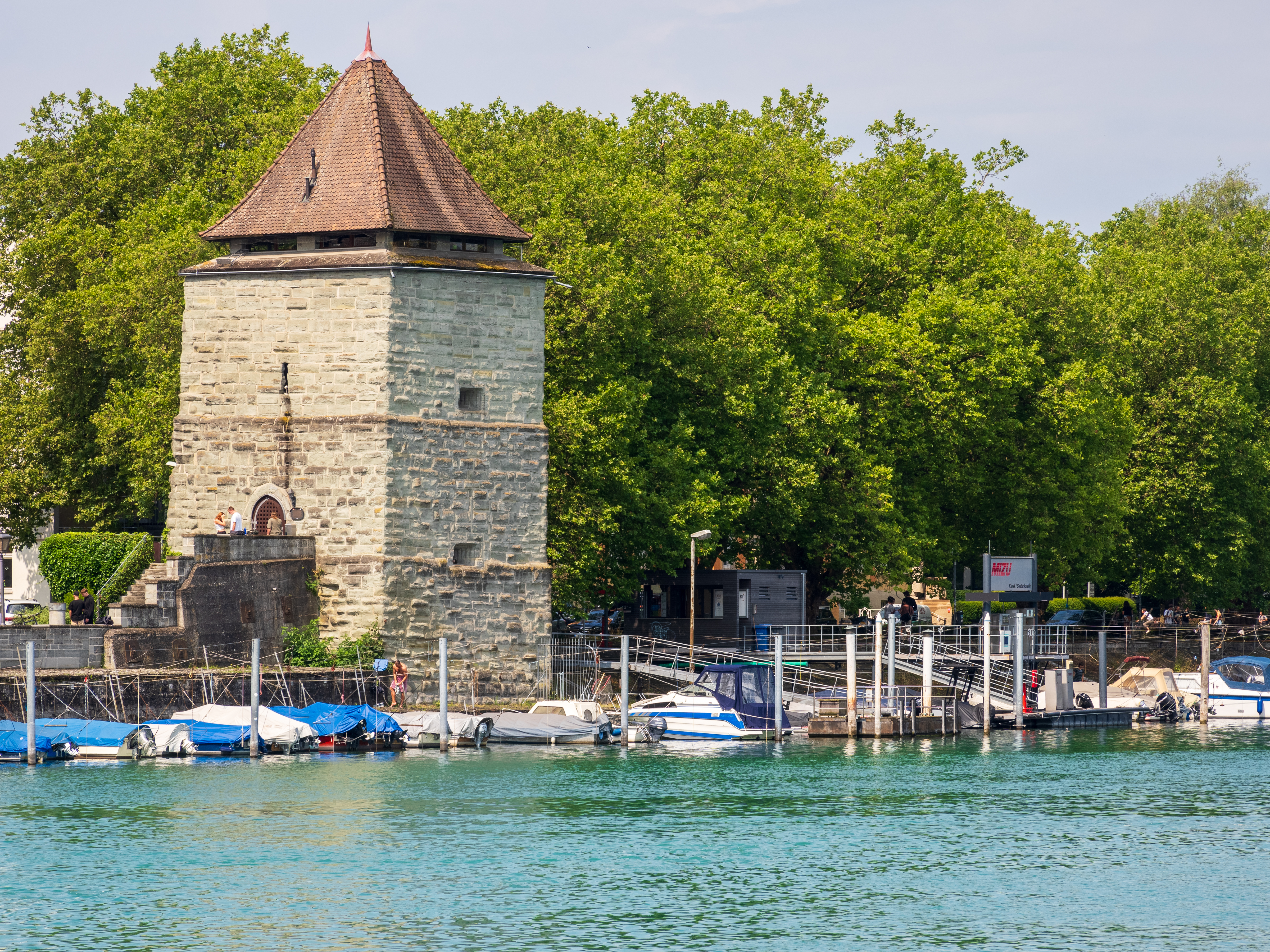
Die Bootsanlegestelle beim Konstanzer Pulverturm am Seerhein

Perlmann gelingt es über Meiners' Tochter Sabrina, Informationen zu erhalten, die möglicherweise dazu führen, seinen Aufenthaltsort in Erfahrung zu bringen. Da die Spuren in die Schweiz führen, bleibt ihm Flückiger erst einmal auf den Fersen. Als man soweit ist, einen Zugriff zu planen, bittet er die Konstanzer Kollegin dazu. Bei seiner Festnahme in Schaffhausen leugnet Meiners, jemanden erschossen zu haben. Blum will ihn umgehend nach Konstanz überführen, aber auch für Flückiger ist er ein wichtiger Zeuge in seinen Ermittlungen Hutter betreffend, sodass nach einem kurzen Zuständigkeitsgerangel entschieden wird, dass Flückiger Blum und den Gefangenen nach Deutschland begleitet.
Hutter kann in Erfahrung bringen, welchen Weg Blum, Flückiger und Meiners nehmen werden. Sein Informant ist der LKA-Beamte Norbert Deingruber, der inzwischen Meiners Tochter in seine Gewalt gebracht hat und die Herausgabe wichtiger Unterlagen verlangt, die ihr Vater in ihrer Wohnung versteckt habe. Hutter will diese Unterlagen um jeden Preis, da Meiners dort alle Geschäfte zwischen ihnen im Detail festgehalten hat, wie er kurz zuvor verraten hat. Sabrina Meiners fährt mit Deingruber zur Bank, holt die Unterlagen aus dem Schließfach und übergibt sie ihm. Heimlich hatte sie zuvor von einem Bankangestellten Kopien fertigen lassen.
Der Gefangenentransport gerät unterdessen im deutsch-Schweizer Grenzgebiet in eine Falle und wird beschossen. Ein Reifen platzt, und Flückiger und Blum setzen ihre Fahrt mit Meiners im Begleitwagen auf Nebenstraßen fort. Bei hohem Tempo überschlägt sich der Wagen. Die drei bleiben unverletzt, finden einen Peilsender im zerstörten Auto und fliehen zu Fuß vor den Verfolgern. Mehrfach überschreiten sie die Landesgrenze, was zu Kompetenzgerangel führt. Nicht sehr viel später muss Meiners erkennen, dass Hutter und seine Komplizen ihn nicht befreien, sondern ausschalten wollen, als sie auf ihn schießen und ihn eine Kugel im Oberschenkel trifft. Er begreift, wie ernst seine Lage ist, und geht mit den Beamten einen Deal ein: Wenn sie sein Leben retten, will er ihnen im Gegenzug verraten, wer der Maulwurf bei der Polizei ist. Blum gelingt es auf abenteuerliche Weise, zusammen mit Meiners den Verfolgern zu entkommen. Sie macht einen Arzt ausfindig, bei dem es sich jedoch um einen Tierarzt handelt. Dieser erklärt sich bereit, die Kugel zu entfernen, bevor es zu einer Blutvergiftung kommt. Blum nimmt von dort aus Kontakt mit ihrer Dienststelle in Konstanz auf, da sie weiß, dass die Kollegen sich sorgen und auch, um die notwendige Unterstützung anzufordern. Als Flückiger auftaucht, mit dem sie vereinbart hatte, dass man sich beim nächsten Arzt trifft, atmet Blum auf.
Perlmann ist sich sicher, dass Meiners einen Informanten aus den Reihen der Polizei haben muss. Kurz darauf bekommt er einen Hinweis, dass mit dem Kollegen Norbert Deingruber etwas nicht stimme, und auch Staatsanwalt Ratinger macht sich durch nicht nachvollziehbare Anordnungen verdächtig. So erklärt er, dass Deingruber im Auftrag des Generalstaatsanwalts in verdeckter Mission in Konstanz seinen Dienst verrichte. Deingruber hat inzwischen vom Staatsanwalt Blums Aufenthaltsort erfahren und gibt ihn unverzüglich an Hutter und seine bewaffneten Helfer weiter. Diese belagern sogleich das Haus des Tierarztes und eröffnen ein Feuergefecht. Blum und Flückiger gelingt es jedoch, die drei Angreifer zu überwältigen. Als die rettende Unterstützung aus Konstanz eintrifft, ist die Hilfe trügerisch. Deingruber ist es gelungen, sich unter das Einsatzteam zu mischen und im Rettungswagen selbst am Steuer zu sitzen. Er biegt mit dem Wagen ab, in dem sich Blum mit dem verletzten Meiners befindet, um sein Werk zu vollenden. Als Sabrina Meiners die kopierten Unterlagen ihres Vaters für Perlmann abgeben will, bekommt Staatsanwalt Ratinger das mit, und bringt die verräterischen Papiere an sich. In seinem Büro beginnt er, sie zu schreddern. Von „Beckchen“, der langjährigen Sekretärin, darauf aufmerksam gemacht, kann Perlmann Ratingers Aktion stoppen und lässt ihn verhaften. Unverzüglich fährt er dem Einsatzteam hinterher, das zu Blums Unterstützung ausgerückt ist, und wird von Flückiger informiert, dass Deingruber den Krankenwagen fährt. Beide setzen hinterher und kommen gerade rechtzeitig, um Schlimmeres zu verhindern. Nora Schüssler hatte Deingruber bei dem Polizeieinsatz erkannt, was ihr Todesurteil bedeutete. Als dieser höhnt, das sei halt Berufsrisiko, erhebt Noras Vater, ebenfalls Polizist und im Einsatzkommando dabei, seine Waffe, lässt sie aber wieder sinken und wendet sich mit hängenden Schultern ab.

## Entstehung und Veröffentlichung
Die Dreharbeiten zu diesem vom Südwestrundfunk und dem Schweizer Fernsehen in Zusammenarbeit mit Maran Film unter dem Arbeitstitel Freund oder Feind produzierten Krimi fanden im Januar und Februar 2009 in Konstanz, Baden-Baden, Schaffhausen und Umgebung statt. So wurde am Bühlarzer Hof bei Schienen im deutsch-Schweizer Grenzgebiet gedreht; als Tierarztpraxis diente das abgelegene Forsthaus Rombach im Nordschwarzwald.
Die Premiere von Der Polizistinnenmörder fand am 3. Januar 2010 im Schweizer Fernsehen außerhalb der Tatort-Reihe als SF Schweizer Film statt. Die Erstausstrahlung als Tatort in der ARD am 17. Januar 2010 wurde in Deutschland von insgesamt 8,91 Millionen Zuschauern gesehen und erreichte damit einen Marktanteil von 23,3 Prozent.

## Rezeption
Rainer Tittelbach lobte diese Episode als einen TV-Krimi, der mit den alt bewährten Stereotypen des Western-Genres spiele und sich des Road-Movies bediene. Trotz „Klischee-Bösewichtern“ sei er „mit seiner Entlastung vom Zwang zu allzu großer Wahrscheinlichkeit und Glaubwürdigkeit eine Abwechslung, die sich die Krimi-Reihen öfters leisten sollten.“
Kathrin Buchner von Stern.de beurteilte diesen temporeichen Krimi als „skurril, aber spannend. [Jedoch gäbe es] viel zu viele Handlungsstränge für einen Krimi, [aber] […] an Spannung mangel[e] es dieser ‚Tatort‘-Folge nicht.“
Die Kritiker von Kino.de meinten: Dieses sei der „spannendste[] ‚Tatort‘, den der SWR bislang am Bodensee produziert [habe]. […] Mitunter soll[e] die Bildgestaltung ein bisschen zu sehr an US-Serien wie ‚CSI‘ erinnern, aber gerade die Nachtaufnahmen [seien] von ausgezeichneter Qualität, […] auch die Musik […] ha[be] einen nicht zu unterschätzenden Anteil am großen Spannungsgehalt dieser Koproduktion zwischen SWR und Schweizer Fernsehen.“
Beim Bayerischen Fernsehpreis 2010 wurde Eva Mattes als beste Schauspielerin in der Kategorie Serien und Reihen nominiert. Der Preis ging jedoch an Annette Frier.